# Astana Fýtbol Klýby 2023
Questa voce raccoglie le informazioni riguardanti l'FC Astana nelle competizioni ufficiali della stagione 2023.

## Maglie e sponsor
Per la stagione 2023, il fornitore tecnico è Nike, mentre gli sponsor di maglia sono Samruk-Kazyna, ASU e Olimpbet.
| 1ª divisa | 2ª divisa |

## Rosa
| N. |                        | Ruolo | Calciatore                  |
| -- | ---------------------- | ----- | --------------------------- |
| 3  | Armenia (bandiera)     | D     | Varazdat Haroyan            |
| 5  | Kazakistan (bandiera)  | D     | Mıhaıl Gabyshev             |
| 6  | Kazakistan (bandiera)  | D     | Ian Vorogovskıı             |
| 7  | Bielorussia (bandiera) | C     | Maks Ebong                  |
| 8  | Kazakistan (bandiera)  | C     | Islambek Qýat               |
| 10 | Croazia (bandiera)     | C     | Marin Tomasov               |
| 11 | Kazakistan (bandiera)  | C     | Aslan Darabayev             |
| 13 | Armenia (bandiera)     | C     | Kamo Hovhannisyan           |
| 15 | Kazakistan (bandiera)  | D     | Abzal Beýsebekov (capitano) |
| 17 | Kazakistan (bandiera)  | A     | Abat Aýımbetov              |
| 20 | Kazakistan (bandiera)  | A     | Vladıslav Prokopenko        |
| 21 | Kazakistan (bandiera)  | C     | Elhan Astanov               |
| 22 | Kazakistan (bandiera)  | D     | Aleksandr Marochkın         |
| 23 | Francia (bandiera)     | C     | Fabien Ourega               |
| 27 | Kazakistan (bandiera)  | C     | Tımýr Dosmagambetov         |
| 29 | Serbia (bandiera)      | C     | Dušan Jovančić              |

| N. |                                 | Ruolo | Calciatore         |
| -- | ------------------------------- | ----- | ------------------ |
| 30 | Serbia (bandiera)               | C     | Igor Ivanović      |
| 31 | Kazakistan (bandiera)           | P     | Danıl Podymskıı    |
| 33 | Montenegro (bandiera)           | D     | Žarko Tomašević    |
| 44 | Bosnia ed Erzegovina (bandiera) | C     | Stjepan Lončar     |
| 45 | Macedonia del Nord (bandiera)   | D     | Aleksa Amanović    |
| 53 | Kazakistan (bandiera)           | A     | Andreı Berezuskıı  |
| 55 | Kazakistan (bandiera)           | P     | Aleksandr Zaruckij |
| 72 | Kazakistan (bandiera)           | A     | Stanıslav Basmanov |
| 79 | Kazakistan (bandiera)           | C     | Salamat Jýmabekov  |
| 88 | Gambia (bandiera)               | A     | Dembo Darboe       |
| 90 | Kazakistan (bandiera)           | D     | Ruslan Kırgetov    |
| 93 | Croazia (bandiera)              | P     | Josip Čondrić      |
| 94 | Kazakistan (bandiera)           | D     | Iýrıı Ahanov       |
| 96 | Kazakistan (bandiera)           | A     | Batyrhan Mustafın  |
| 97 | Kazakistan (bandiera)           | C     | Nuraly Jaqsylyk    |

## Calciomercato

### Sessione invernale
| Acquisti | Acquisti           | Acquisti        | Acquisti      |
| R.       | Nome               | da              | Modalità      |
| -------- | ------------------ | --------------- | ------------- |
| P        | Josip Čondrić      | Zrinjski Mostar | svincolato    |
| D        | Aleksa Amanović    | Tobyl           | svincolato    |
| D        | Varazdat Haroyan   | Anorthōsis      | svincolato    |
| D        | Sagı Sovet         | Maqtaaral       | fine prestito |
| D        | Žarko Tomašević    | Tobyl           | svincolato    |
| D        | Ian Vorogovskıı    | RWDM47          | svincolato    |
| C        | Elhan Astanov      | Ordabasy        | definitivo    |
| C        | Dušan Jovančić     | Tobyl           | svincolato    |
| C        | Jaslan Kairkenov   | Aqsý            | fine prestito |
| C        | Meırambek Kalmyrza | Oqjetpes        | fine prestito |
| C        | Fabien Ourega      | Žalgiris        | svincolato    |
| A        | Dembo Darboe       | Al-Nasr         | prestito      |

| Cessioni | Cessioni             | Cessioni            | Cessioni      |
| R.       | Nome                 | a                   | Modalità      |
| -------- | -------------------- | ------------------- | ------------- |
| P        | Marko Milošević      | Debrecen            | svincolato    |
| D        | Danylo Beskorovajnyj | DAC Dunajská Streda | fine prestito |
| D        | Bryan                | Aqsý                | svincolato    |
| D        | Talǵat Kusıapov      | Kaspıı              | prestito      |
| D        | Dzjanis Paljakoŭ     | Hapoel Haifa        | svincolato    |
| D        | Arcëm Rachmanaŭ      |                     | svincolato    |
| D        | Sagı Sovet           | Oqjetpes            | prestito      |
| C        | Pedro Eugénio        | Al-Adalah           | svincolato    |
| C        | Jaslan Kairkenov     | Aqsý                | svincolato    |
| C        | Meırambek Kalmyrza   | Oqjetpes            | prestito      |
| C        | Jérémy Manzorro      | Sandecja Nowy Sącz  | svincolato    |
| C        | Iýrıı Persýh         | Shahter Qaraǵandy   | svincolato    |
| C        | Sultan Saǵnayev      | Aqsý                | prestito      |
| A        | Keelan Lebon         | Neftçi Baku         | svincolato    |

### Sessione estiva
| Acquisti | Acquisti            | Acquisti    | Acquisti      |
| R.       | Nome                | da          | Modalità      |
| -------- | ------------------- | ----------- | ------------- |
| D        | Aleksandr Marochkın | Tobyl       | definitivo    |
| D        | Ian Vorogovskıı     | RWDM47      | svincolato    |
| C        | Stjepan Lončar      | Ferencváros | definitivo    |
| C        | Sultan Saǵnayev     | Aqsý        | fine prestito |

| Cessioni | Cessioni        | Cessioni  | Cessioni   |
| R.       | Nome            | a         | Modalità   |
| -------- | --------------- | --------- | ---------- |
| C        | Igor Ivanović   | Tobyl     | svincolato |
| C        | Sultan Saǵnayev | Maqtaaral | definitivo |

## Risultati

### Prem'er Ligasy

#### Girone d'andata
| Arbitro: | Omarov (Almaty) |

|                          |           |           |
| Prokopenko 3’ Darboe 21’ | Marcatori | 33’ Flıýk |

| Arbitro: | Abdýllaev (Karatau) |

|  |           |                                  |
|  | Marcatori | 69’ (rig.) Darboe 77’ Beýsebekov |

| Arbitro: | Kýchın (Karaganda) |

|                |           |                                                |
| Beýsebekov 77’ | Marcatori | 18’ Samorodov 41’, 50’ Filipović 90+1’ Jūmabek |

| Arbitro: | Zatýla (Óskemen) |

|                              |           |  |
| Tomasov 62’ Mbodj 71’ (aut.) | Marcatori |  |

| Arbitro: | Moskovchenko (Pavlodar) |

|  |           |             |
|  | Marcatori | 70’ Tomasov |

| Arbitro: | Sahı (Qyzylorda) |

|  |           |                                |
|  | Marcatori | 3’, 56’ João Paulo 86’ Sergeev |

| Arbitro: | Baıımbet (Taraz) |

|                |           |                             |
| João Pedro 78’ | Marcatori | 51’ Tomašević 83’ Aýımbetov |

| Arbitro: | Gorda (Kókshetaý) |

|                          |           |  |
| Astanov 8’ Aýımbetov 29’ | Marcatori |  |

| Astana 14 maggio 2023, ore 15:00 UTC+6 9ª giornata | Oqjetpes           | 0 – 0 referto | Astana | Astana Arena (1 000 spett.)\| Arbitro: \| Gaýzer (Petropavl) \| |
| Arbitro:                                           | Gaýzer (Petropavl) |               |        |                                                                 |

| Arbitro: | Zatýla (Óskemen) |

|                                         |           |                                |
| Haroyan 17’ Aýımbetov 27’ Astanov 90+7’ | Marcatori | 39’ Pernambuco 89’ (rig.) Graf |

| Atyrau 28 maggio 2023, ore 17:00 UTC+5 11ª giornata | Atyrau           | 0 – 0 referto | Astana | Stadio Munaıshy (6 000 spett.)\| Arbitro: \| Sahı (Qyzylorda) \| |
| Arbitro:                                            | Sahı (Qyzylorda) |               |        |                                                                  |

| Arbitro: | Nurmustafına (Temirtau) |

|             |           |  |
| Tomasov 32’ | Marcatori |  |

| Arbitro: | Omarov (Almaty) |

|                |           |                                 |
| Padstrėlaŭ 66’ | Marcatori | 31’ Aýımbetov 77’ (rig.) Darboe |

#### Girone di ritorno
| Arbitro: | Tevyashov (Oral) |

|                                       |           |                       |
| Ourega 19’ Aýımbetov 21’ Gabyshev 66’ | Marcatori | 55’ (rig.) Pantsulaia |

| Arbitro: | Izmaılov (Taldyqorǵan) |

|  |           |                   |
|  | Marcatori | 73’ Dosmagambetov |

| Astana 22 luglio 2023, ore 19:00 UTC+6 16ª giornata | Astana             | 0 – 0 referto | Atyrau | Astana Arena (3 632 spett.)\| Arbitro: \| Kýchın (Karaganda) \| |
| Arbitro:                                            | Kýchın (Karaganda) |               |        |                                                                 |

| Arbitro: | Sultanǵalıev (Atyrau) |

|             |           |  |
| Ospanov 88’ | Marcatori |  |

| Arbitro: | Moskovchenko (Pavlodar) |

|                                                               |           |                                |
| Aýımbetov 8’ Tomasov 17’, 25’ (rig.), 90+4’ Darboe 89’ (rig.) | Marcatori | 51’ Tataev 86’ (rig.) Sarsenov |

| Arbitro: | Tevyashov (Oral) |

|  |           |               |
|  | Marcatori | 33’ Aýımbetov |

| Arbitro: | Kuchma (Kókshetaý) |

|                   |           |                     |
| Dosmagambetov 68’ | Marcatori | 88’ (rig.) Baradzin |

| Arbitro: | Sahı (Qyzylorda) |

|             |           |  |
| Bagnack 87’ | Marcatori |  |

| Arbitro: | Moskovchenko (Pavlodar) |

|                        |           |                    |
| Darboe 5’ Amanović 77’ | Marcatori | 90+1’ (rig.) Deblé |

| Arbitro: | Sarıev (Oral) |

|                  |           |                            |
| Fedïn 88’ (rig.) | Marcatori | 41’ Darabayev 60’ Jaqsylyk |

| Arbitro: | Kýchın (Karaganda) |

|                            |           |  |
| Qasym 20’ (rig.) China 77’ | Marcatori |  |

| Arbitro: | Abdýllaev (Karatau) |

|                                   |           |             |
| Dosmagambetov 30’ Aýımbetov 90+6’ | Marcatori | 50’ Rušević |

| Arbitro: | Sahı (Qyzylorda) |

|               |           |                   |
| Táttibaev 53’ | Marcatori | 25’ (aut.) Şackïý |

### Coppa del Kazakistan
| Arbitro: | Iskakov (Qostanay) |

|                                                |           |               |
| Darboe 11’, 16’ Tomašević 25’ Astanov 56’, 77’ | Marcatori | 57’ Sahalbaev |

| Arbitro: | Sýlıkanov (Aqtóbe) |

|  |           |                             |
|  | Marcatori | 22’ Aýımbetov 90+4’ Tomasov |

| Arbitro: | Nojenko (Taldyqorǵan) |

|                     |           |  |
| Prokopenko 26’, 39’ | Marcatori |  |

| Arbitro: | Sultanǵalıev (Atyrau) |

|                  |           |            |
| Sultanııazov 75’ | Marcatori | 29’ Darboe |

| Arbitro: | Baıymbet (Taraz) |

|              |           |  |
| Ivanović 73’ | Marcatori |  |

| Arbitro: | Gaýzer (Petropavl) |

|                         |           |  |
| Umarov 63’ Erlanov 105’ | Marcatori |  |

### Champions League

#### Primo turno preliminare
| Arbitro: | Ciochirca |

|               |           |           |
| Aýımbetov 11’ | Marcatori | 57’ Sigua |

| Arbitro: | Attwell |

|            |           |                           |
| Camara 22’ | Marcatori | 50’ Beýsebekov 51’ Darboe |

#### Secondo turno preliminare
| Arbitro: | Cuadra Fernández |

|                                   |           |  |
| Špikić 35’ Ivanušec 41’, 43’, 56’ | Marcatori |  |

| Arbitro: | Higler |

|  |           |                                |
|  | Marcatori | 24’ (aut.) Marochkın 89’ Marin |

### Europa League
| Arbitro: | Feșnic |

|                             |           |                    |
| Tomašević 40’ Marochkın 53’ | Marcatori | 34’ Sonko Sundberg |

| Arbitro: | Taylor |

|                                                    |           |            |
| Tekpetey 25’, 50’ Piotrowski 47’, 58’ Despodov 67’ | Marcatori | 29’ Darboe |

### Conference League

#### Spareggio
| Arbitro: | Robertson |

|            |           |  |
| Lončar 41’ | Marcatori |  |

| Arbitro: | Bitigen |

|               |           |             |
| Bintsouka 25’ | Marcatori | 46’ Tomasov |

#### Fase a gironi
| Arbitro: | Raczkowski |

|                                                                     |           |                  |
| Petković 43’ (rig.), 53’ (rig.) Bulat 58’ Marin 85’ Halilović 90+3’ | Marcatori | 78’ Hovhannisyan |

| Arbitro: | Correia |

|             |           |                     |
| Tomasov 51’ | Marcatori | 54’ Chorý 56’ Kopic |

| Arbitro: | Fotias |

|        |           |                                |
| Kuč 8’ | Marcatori | 7’ Hovhannisyan 23’ Beýsebekov |

| Astana 9 novembre 2023, ore 21:30 UTC+6 Gruppo C - 4ª giornata | Astana | 0 – 0 referto | Ballkani | Astana Arena (15 337 spett.)\| Arbitro: \| Berke \| |
| Arbitro:                                                       | Berke  |               |          |                                                     |

| Arbitro: | Beaton |

|  |           |                        |
|  | Marcatori | 48’ Vidović 79’ Kaneko |

| Arbitro: | Delajod |

|                                |           |  |
| Vlkanova 58’ Mosquera 67’, 82’ | Marcatori |  |

### Supercoppa
| Arbitro: | Sahı (Qyzylorda) |

|                               |           |                |
| Amanović 8’ Darboe 38’ (rig.) | Marcatori | 9’ Tuńǵyshbaev |

## Statistiche

### Statistiche di squadra
| Competizione              | Punti | In casa | In casa | In casa | In casa | In casa | In casa | In trasferta | In trasferta | In trasferta | In trasferta | In trasferta | In trasferta | Totale | Totale | Totale | Totale | Totale | Totale | DR  |
| Competizione              | Punti | G       | V       | N       | P       | Gf      | Gs      | G            | V            | N            | P            | Gf           | Gs           | G      | V      | N      | P      | Gf     | Gs     | DR  |
| ------------------------- | ----- | ------- | ------- | ------- | ------- | ------- | ------- | ------------ | ------------ | ------------ | ------------ | ------------ | ------------ | ------ | ------ | ------ | ------ | ------ | ------ | --- |
| Prem'er Ligasy            | 53    | 13      | 9       | 2       | 2       | 24      | 16      | 13           | 7            | 3            | 3            | 12           | 8            | 26     | 16     | 5      | 5      | 36     | 24     | +12 |
| Coppa del Kazakistan      | -     | 3       | 3       | 0       | 0       | 8       | 1       | 3            | 1            | 1            | 1            | 3            | 3            | 6      | 4      | 1      | 1      | 11     | 4      | +7  |
| Champions League          | -     | 2       | 0       | 1       | 1       | 1       | 3       | 2            | 1            | 0            | 1            | 2            | 5            | 4      | 1      | 1      | 2      | 3      | 8      | -5  |
| Europa League             | -     | 1       | 1       | 0       | 0       | 2       | 1       | 1            | 0            | 0            | 1            | 1            | 5            | 2      | 1      | 0      | 1      | 3      | 6      | -3  |
| Conference League         |       |         |         |         |         |         |         |              |              |              |              |              |              |        |        |        |        |        |        |     |
| Supercoppa del Kazakistan | -     | 0       | 0       | 0       | 0       | 0       | 0       | 1            | 1            | 0            | 0            | 2            | 1            | 1      | 1      | 0      | 0      | 2      | 1      | +1  |
| Totale                    |       |         |         |         |         |         |         |              |              |              |              |              |              |        |        |        |        |        |        |     |

### Andamento in campionato
| Giornata  | 1 | 2 | 3 | 4 | 5 | 6 | 7 | 8 | 9 | 10 | 11 | 12 | 13 | 14 | 15 | 16 | 17 | 18 | 19 | 20 | 21 | 22 | 23 | 24 | 25 | 26 |
| --------- | - | - | - | - | - | - | - | - | - | -- | -- | -- | -- | -- | -- | -- | -- | -- | -- | -- | -- | -- | -- | -- | -- | -- |
| Luogo     | C | T | C | C | T | C | T | C | T | C  | T  | C  | T  | C  | T  | C  | T  | C  | T  | C  | T  | C  | T  | T  | C  | T  |
| Risultato | V | V | P | V | V | P | V | V | N | V  | N  | V  | V  | V  | V  | N  | P  | V  | V  | N  | P  | V  | V  | P  | V  | N  |
| Posizione | 3 | 3 | 7 | 5 | 2 | 4 | 2 | 2 | 2 | 1  | 1  | 1  | 1  | 1  | 1  | 2  | 2  | 2  | 1  | 3  | 3  | 3  | 2  | 2  | 2  | 2  |

Legenda:

Luogo: C = Casa; T = Trasferta. Risultato: V = Vittoria; N = Pareggio; P = Sconfitta.

### Statistiche dei giocatori
Sono in corsivo i calciatori che hanno lasciato la società a stagione in corso.
| Giocatore        | Qazaqstan Prem'er Ligasy | Qazaqstan Prem'er Ligasy | Qazaqstan Prem'er Ligasy | Qazaqstan Prem'er Ligasy | Coppa del Kazakistan | Coppa del Kazakistan | Coppa del Kazakistan | Coppa del Kazakistan | Coppe europee | Coppe europee | Coppe europee | Coppe europee | Supercoppa del Kazakistan | Supercoppa del Kazakistan | Supercoppa del Kazakistan | Supercoppa del Kazakistan | Totale   | Totale | Totale      | Totale     |
| Giocatore        | Presenze                 | Reti                     | Ammonizioni              | Espulsioni               | Presenze             | Reti                 | Ammonizioni          | Espulsioni           | Presenze      | Reti          | Ammonizioni   | Espulsioni    | Presenze                  | Reti                      | Ammonizioni               | Espulsioni                | Presenze | Reti   | Ammonizioni | Espulsioni |
| ---------------- | ------------------------ | ------------------------ | ------------------------ | ------------------------ | -------------------- | -------------------- | -------------------- | -------------------- | ------------- | ------------- | ------------- | ------------- | ------------------------- | ------------------------- | ------------------------- | ------------------------- | -------- | ------ | ----------- | ---------- |
| I. Ahanov        | 1                        | 0                        | 0                        | 0                        | 0                    | 0                    | 0                    | 0                    | 0             | 0             | 0             | 0             | 0                         | 0                         | 0                         | 0                         | 1        | 0      | 0           | 0          |
| E. Astanov       | 19                       | 2                        | 1                        | 0                        | 4                    | 2                    | 1                    | 0                    | 7             | 0             | 0             | 0             | 0                         | 0                         | 0                         | 0                         | 30       | 4      | 2           | 0          |
| A. Aýımbetov     | 25                       | 8                        | 2                        | 0                        | 5                    | 1                    | 0                    | 0                    | 13            | 1             | 1             | 0             | 1                         | 0                         | 0                         | 0                         | 44       | 10     | 3           | 0          |
| A. Amanović      | 23                       | 1                        | 6                        | 0                        | 5                    | 0                    | 2                    | 0                    | 10            | 0             | 4             | 0             | 1                         | 1                         | 0                         | 0                         | 39       | 2      | 12          | 0          |
| S. Basmanov      | 14                       | 0                        | 2                        | 0                        | 5                    | 0                    | 0                    | 0                    | 1             | 0             | 0             | 0             | 0                         | 0                         | 0                         | 0                         | 20       | 0      | 2           | 0          |
| A. Beýsebekov    | 17                       | 2                        | 0                        | 0                        | 5                    | 0                    | 0                    | 1                    | 11            | 2             | 4             | 0             | 1                         | 0                         | 0                         | 0                         | 34       | 4      | 4           | 1          |
| J. Čondrić       | 19                       | -17                      | 0                        | 0                        | 1                    | -1                   | 0                    | 0                    | 14            | -28           | 0             | 0             | 1                         | -1                        | 0                         | 0                         | 35       | -47    | 0           | 0          |
| A. Darabayev     | 14                       | 1                        | 1                        | 0                        | 3                    | 0                    | 1                    | 0                    | 1             | 0             | 0             | 0             | 0                         | 0                         | 0                         | 0                         | 18       | 1      | 2           | 0          |
| D. Darboe        | 21                       | 5                        | 1                        | 0                        | 6                    | 3                    | 0                    | 0                    | 14            | 2             | 2             | 0             | 1                         | 1                         | 0                         | 0                         | 42       | 11     | 3           | 0          |
| T. Dosmagambetov | 19                       | 3                        | 3                        | 0                        | 6                    | 0                    | 1                    | 0                    | 11            | 0             | 0             | 0             | 1                         | 0                         | 0                         | 0                         | 37       | 3      | 4           | 0          |
| M. Ebong         | 19                       | 0                        | 3                        | 0                        | 4                    | 0                    | 0                    | 0                    | 12            | 0             | 2             | 0             | 1                         | 0                         | 0                         | 0                         | 36       | 0      | 5           | 0          |
| M. Gabyshev      | 6                        | 1                        | 0                        | 0                        | 3                    | 0                    | 0                    | 0                    | 3             | 0             | 0             | 0             | 0                         | 0                         | 0                         | 0                         | 12       | 1      | 0           | 0          |
| V. Haroyan       | 20                       | 1                        | 3                        | 0                        | 4                    | 0                    | 0                    | 0                    | 5             | 0             | 3             | 0             | 0                         | 0                         | 0                         | 0                         | 29       | 1      | 6           | 0          |
| K. Hovhannisyan  | 18                       | 0                        | 0                        | 0                        | 5                    | 0                    | 0                    | 0                    | 14            | 2             | 1             | 0             | 1                         | 0                         | 0                         | 0                         | 38       | 2      | 1           | 0          |
| I. Ivanović      | 5                        | 0                        | 0                        | 0                        | 4                    | 1                    | 0                    | 0                    | 0             | 0             | 0             | 0             | 0                         | 0                         | 0                         | 0                         | 9        | 1      | 0           | 0          |
| N. Jaqsylyk      | 5                        | 1                        | 1                        | 0                        | 3                    | 0                    | 1                    | 0                    | 2             | 0             | 0             | 0             | 0                         | 0                         | 0                         | 0                         | 10       | 1      | 2           | 0          |
| D. Jovančić      | 17                       | 0                        | 6                        | 0                        | 6                    | 0                    | 2                    | 0                    | 9             | 0             | 3             | 2             | 1                         | 0                         | 0                         | 0                         | 33       | 0      | 11          | 2          |
| S. Jýmabekov     | 2                        | 0                        | 0                        | 0                        | 0                    | 0                    | 0                    | 0                    | 0             | 0             | 0             | 0             | 0                         | 0                         | 0                         | 0                         | 2        | 0      | 0           | 0          |
| S. Lončar        | 7                        | 0                        | 0                        | 0                        | 0                    | 0                    | 0                    | 0                    | 11            | 1             | 3             | 0             | 0                         | 0                         | 0                         | 0                         | 18       | 1      | 3           | 0          |
| A. Marochkın     | 6                        | 0                        | 0                        | 0                        | 0                    | 0                    | 0                    | 0                    | 12            | 1             | 1             | 0             | 0                         | 0                         | 0                         | 0                         | 18       | 1      | 1           | 0          |
| B. Mustafin      | 2                        | 0                        | 0                        | 0                        | 0                    | 0                    | 0                    | 0                    | 0             | 0             | 0             | 0             | 0                         | 0                         | 0                         | 0                         | 2        | 0      | 0           | 0          |
| F. Ourega        | 22                       | 1                        | 3                        | 0                        | 4                    | 0                    | 0                    | 0                    | 12            | 0             | 1             | 0             | 1                         | 0                         | 1                         | 0                         | 39       | 1      | 5           | 0          |
| D. Podymskıı     | 0                        | 0                        | 0                        | 0                        | 0                    | 0                    | 0                    | 0                    | 0             | 0             | 0             | 0             | 0                         | 0                         | 0                         | 0                         | 0        | 0      | 0           | 0          |
| V. Prokopenko    | 13                       | 1                        | 1                        | 0                        | 6                    | 2                    | 0                    | 0                    | 1             | 0             | 0             | 0             | 1                         | 0                         | 0                         | 0                         | 21       | 3      | 1           | 0          |
| I. Qýat          | 18                       | 0                        | 4                        | 0                        | 3                    | 0                    | 0                    | 0                    | 8             | 0             | 2             | 0             | 1                         | 0                         | 0                         | 0                         | 30       | 0      | 6           | 0          |
| Ž. Tomašević     | 16                       | 1                        | 2                        | 0                        | 3                    | 1                    | 0                    | 0                    | 12            | 1             | 2             | 0             | 1                         | 0                         | 0                         | 0                         | 32       | 3      | 4           | 0          |
| M. Tomasov       | 24                       | 6                        | 2                        | 0                        | 2                    | 1                    | 0                    | 0                    | 14            | 2             | 1             | 0             | 1                         | 0                         | 0                         | 0                         | 41       | 9      | 3           | 0          |
| I. Vorogovskıı   | 5                        | 0                        | 0                        | 0                        | 1                    | 0                    | 0                    | 0                    | 12            | 0             | 2             | 0             | 0                         | 0                         | 0                         | 0                         | 18       | 0      | 2           | 0          |
| A. Zaruckij      | 7                        | -7                       | 0                        | 0                        | 5                    | -3                   | 0                    | 0                    | 0             | 0             | 0             | 0             | 0                         | 0                         | 0                         | 0                         | 12       | -10    | 0           | 0          |